# 寄生獣 (映画)
『寄生獣』（きせいじゅう）は、岩明均の同名漫画を原作とする実写の日本映画。
2部構成の作品である、前編にあたる『寄生獣』は2014年11月29日に公開され、後編にあたる『寄生獣 完結編』（きせいじゅう かんけつへん）が2015年4月25日に公開された。
監督は山崎貴、主演は染谷将太。脚本を山崎貴と古沢良太が共同で手がけ、深津絵里、橋本愛、東出昌大らが出演。

## 概要
人間の頭部を乗っ取り、その肉体を支配しながら他の人間を捕食する新種の寄生生物「パラサイト」が出現した現代日本を舞台に、脳への乗っ取りを免れた主人公がパラサイトと共生し、他の人間に対して正体を隠しながらもパラサイトとの戦いに巻き込まれていくという骨子は原作を踏襲するが、幾つもの場面でエピソードの順序やその因果関係が変更されるなど、展開には手が加えられている。
たとえば完結編の中盤では、「田宮良子」と倉森、新一が動物園で対峙する場面と、市庁舎でのパラサイト殲滅作戦という、原作では別々の時期の出来事として描かれていたエピソードが交互に場面を映す形で同時進行するが、これは離れた場面の出来事を表裏一体として描くことで、「田宮良子」が語る内容に説得力を持たせることを意図した変更である。
前編は映画としてのエンターテインメント性に重きが置かれ、主人公が極限状態を経験することで狂気と覚悟の狭間で変貌していく姿に焦点を当てた物語が描かれる。完結編ではテーマ性やドラマに重きが置かれ、物語はパラサイトと人間の群像劇という方向にシフトし、パラサイトよりも人間の方がより危険な存在であることが浮き彫りになっていくような展開となる。
後編のクライマックスにおいて後藤を倒すための凶器は、原作では不法投棄された「産業廃棄物」だったのに対し、映画版では「放射性廃棄物」に変更されている。
キャッチコピーは「日常は、ある日とつぜん、食べられた。」（前編）、「君は、まだ、人間ですか？」「愛する人を、守れますか？」「なぜ、生まれてきたのだろう。」（完結編）。

## あらすじ

### 前編『寄生獣』
パラサイトの卵が深海から浮上して港へと上陸し、幼生となって貨物に侵入して各地へ散っていく場面から物語は始まる。主人公の泉新一は自宅に忍び込んできたパラサイトに襲われるが、頭部への寄生を免れながらも右腕に寄生される。その頃寄生に成功した他のパラサイトたちは人間に擬態し、人間たちを襲って捕食していたが、自身の右腕を失った新一は、頭部を乗っ取ることに失敗したパラサイトをミギーと名付け、やむを得ず共生関係を築くことになる。
ミギーは好奇心から他のパラサイトと接触を試みるが、最初に遭遇した中華料理店の主人に擬態したパラサイトは新一を警戒し、ミギーは新一を守ってこれを殺害することになる。しかし、このことが原因で、新一とミギーは人間の警察と、パラサイトの組織「パラサイトネットワーク」の双方から目を付けられてしまう。
その後、新一が通う高校に、高校教師に擬態したパラサイト「田宮良子」が赴任してくる。パラサイトが生殖能力を持たないことを自分自身の身体を使った実験で確認し、その存在意義に疑問を抱いていた「田宮良子」は、人間との共生関係のモデルケースとして着目するようになっていく。彼女は新一をパラサイトネットワークに誘い、ネットワークの仲間である警察官のパラサイト「A」と、高校生のパラサイト「島田秀雄」を紹介するが、しかし「A」は中華料理店の主人を殺害した新一とミギーを密かに敵視していた。
「A」は新一とミギーを自宅近くで襲撃し、ミギーは新一との連携によって「A」を返り討ちにするが、自宅近くの裏通りで迎え撃ったために、新一は自分の母・信子を戦いに巻き込んでしまうことになる。「A」は新一の母親を殺害して頭部を乗っ取り、新一の自宅に現れるが、動揺した新一はその事実を受け入れられないまま心臓を刺し貫かれてしまう。ミギーは新一の体内に潜り込んで心臓を修復して即死状態から蘇生させることに成功するが、その副作用で新一の身体能力には超人的な変化が生じるようになり、また母を殺され自らも臨死の状態を体験したことなどから、精神に変調をきたしていく。新一の幼馴染である村野里美は、新一の変化に困惑する。
「A」は行方をくらまし、新一は学校に通い、警察の追求をはぐらかしながらも、母の仇である「A」の行方を捜そうとする。その頃パラサイトネットワークは、パラサイトこそが地球環境を汚染する人類に対する自然の警鐘であり救世主だという思想を抱く人間、広川剛志を市長候補に擁立し、勢力の拡大を目論んでいた。人間社会との共存の道を模索しようとする「田宮良子」は、ネットワークの中で孤立を深めつつも、高校教師を続けながらミギーとの融合で変化した新一の観察を継続するため、「島田秀雄」を高校に呼び寄せる。
しかし「島田秀雄」は高校で正体が露見してしまい、薬品を投げつけられたことで錯乱し、生徒たちを虐殺し始める。新一は里美を守って「島田秀雄」と戦い、最終的に射殺する。パラサイトの繁殖能力を確かめるための実験で「A」の間にできた人間の子を身籠もっていた「田宮良子」は、他の教師から未婚の母となったことを咎められたり、宿主の両親に正体を見破られたりしたこともあって学校にいられなくなり、新一に「A」の居場所を教えて高校を去る。
母親を乗っ取った「A」との対決で、新一はミギーの助力を得られない状況に陥る。しかし新一はそれまでの場面で片鱗のみを見せていた超人的な身体能力を発揮し、初めてミギーに頼らず独力で「A」を圧倒し、自ら手を下して復讐を遂げる。広川は選挙で市長として当選し、新一がパラサイトたちと対決する決意を固める一方、警察は密かにパラサイトたちを一掃するための計画を進める。

### 後編『寄生獣 完結編』
新一がパラサイトではないかという疑念を抱く警察は、快楽殺人者という経緯から人間とパラサイトを判別する超能力を持つ囚人・浦上を新一に引き合わせるが、確証を得られずに終わる。その頃、新一はミギーと共に、復讐のために社会に潜むパラサイト狩りという戦いを続けていた。
新一を排除すべきという気運が高まるパラサイトネットワークの中で、孤立を深めていく「田宮良子」は、フリーライターである倉森を利用して新一とミギーの観察を継続していたが、倉森は尾行に失敗し、「田宮良子」の正体がパラサイトであることを新一とミギーから暴露される。
新一の存在を危険視する広川は、刺客のパラサイトたちに命じてそれぞれ新一とミギー、倉森、および「田宮良子」の抹殺を画策する。しかし刺客たちは新一や「田宮良子」に敗れ、倉森には逃げられてしまう。警察が広川の拠点である市役所に対する鎮圧作戦を実行に移していたその頃、広川の刺客に娘を殺された倉森は、自分を戦いに巻き込んだ「田宮良子」の赤ん坊を誘拐して誘い出し、新一の制止をよそに、自らの命と引き替えに「田宮良子」の正体を警察の前で暴く。「田宮良子」は赤ん坊を新一に託し、警官隊に射殺される。
同時に行われていた市役所での戦いでは広川がパラサイトと誤認されたまま射殺されるが、警察の鎮圧部隊は頭部と四肢に合計5体が融合したパラサイト「後藤」によって全滅する。一足遅く市役所に駆けつけた新一は、その場で「後藤」に勝ち目のない戦いを挑まれ、逃走しながらの戦いを余儀なくされる。
新一とミギーは反撃を試みるものの敗れ、ミギーは新一を逃がすための犠牲となり「後藤」に取り込まれてしまう。新一は全てを失ったことに絶望するが、新一の状況を知って駆けつけた里美と結ばれ、彼女を守るために、新一を追ってきた「後藤」との再戦を決意する。清掃工場のゴミ焼却施設に逃げ込んだ新一は、終始後藤に圧倒され、パラサイトを生み出したのは人間自身であるという「後藤」の主張に衝撃を受けるが、そこに捨てられていた放射性廃棄物に助けられる形でミギーを取り戻し、逆転の勝利を掴む。
新一は戦いに敗れつつも必死に生き延びようとする「後藤」の姿に心を動かされ、とどめを刺すことを躊躇するが、戦いを見守っていた里美の姿を見て戦いの目的を思い出し、「後藤」を焼却炉に投げ込んで決着を付ける。ミギーは放射線を浴びて傷ついた新一の細胞を治療するために新一の身体に散らばり、別れを告げて普通の右手となる。
戦いを終えて月日が過ぎ、「田宮良子」が遺した子供の様子を見るために施設を訪れていた新一と里美は、その帰りに市役所での戦いから逃走していた浦上と遭遇する。新一がパラサイトと共生していたことを最初から見抜いていた浦上は、里美を人質にして新一を呼び寄せる。
浦上は「自分のような快楽殺人者こそが人間の本質である」と主張し、人間とパラサイトの中間的存在である新一の見地からの賛同を求める。新一は言い淀むが、里美は浦上の主張を一蹴する。新一は里美を助けようとして浦上に立ち向かい、一歩及ばなかったものの里美は助かる。新一と里美が、自分たちを助けてくれたのはミギーだと確信する中、映画は幕を閉じる。

## 登場人物
原作全10巻の内容を全2部作の映画に圧縮するため、物語の主軸は「生物としての人類、人類としての母」というテーマに絞られ、そこに関わらない登場人物については制作スタッフ個人の好き嫌いに関わりなく整理された。例えば主人公である新一の家庭を母子家庭という設定に変更し、父親を登場させないように改変したのは、「母親とは何か」という裏の主題を強調する意図から、早い段階でスタッフの総意として決まったことであるという。監督の山崎によれば、どの登場人物を削るのもつらく、特に主人公に想いを寄せるサブヒロインの加奈や、ミギーと同様に人間と共生関係を築いているパラサイト・ジョーといった登場人物を削るのは苦渋の決断であったという。
人間の登場人物の私服や学生服などは奇抜さよりも、時代や流行に左右されない上質さや普遍性が意図された。一方でパラサイトが寄生した人物たちの衣装は、設定上は普通の衣服であるものの、大きな違和感を感じさせない範囲で不自然さを演出することを意図し、現実で使われる服とはやや構造の異なるデザインや色の衣装が用いられている。
泉 新一（いずみ しんいち）
演 - 染谷将太
主人公。実写映画版では母子家庭で、美術部員という設定に変更されており、部活では母親をモデルにした油絵を描いている。実写映画版ではAppleのノートパソコンや携帯端末を愛用する描写がされており、物語冒頭でもiPhoneで音楽を聴くためにヘッドフォンをしていたことから、ミギーが脳へ侵入することを免れる。
原作同様、前編の中盤で即死状態から蘇生した際にミギーの細胞を取り込み、超人的な身体能力の獲得と精神的な変化を経験するが、本作の脚本を担当した古沢は、新一の精神面の変貌はパラサイトとの融合による変化以上に、そのような立場に置かれたことによる心理的な変化として解釈したという。完結編開始前には、寄生生物への憎悪に駆られてパラサイトネットワークに所属するパラサイトを手当たり次第に殺害しており、冒頭では原作で加奈を殺害したパラサイトを殺した時と同様の方法で倒している。
ミギー
声・パフォーマンスキャプチャー - 阿部サダヲ
主人公の右手に寄生したパラサイト。実写映画版では監督の方針により、ミギーは可愛らしく、新一との会話は面白おかしさを出す方向で演出されており、陽気でおしゃべりなコメディーリリーフとして描かれている。監督の山崎は、実写映画化に対して原作者から「ユーモアの部分を大事にして欲しい」という旨の要望があったと聞かされており、そのような演技のできる人物像を山崎なりに解釈した結果、ミギー役に阿部サダヲを起用することを決めたとしている。
実写映画版では、劇中に登場する寄生生物の中では戦闘能力の低い個体であり、「島田秀雄」と交戦した際に一度切り落とされる(すぐに自ら再結合している)等、不覚を取っている。新一の学校の剣道部や弓道部の練習を見学して戦い方を覚えたという描写になっており、島田秀雄にとどめを刺す場面では弓状に変形している。原作同様に新一が図書館で借りた本も読むが、テレビアニメ版同様にパソコンやインターネットも使って調べ物もする。ミギーが無期限の眠りについた理由が設定されており、「後藤」との戦いで放射性物質が大量に付着した鉄の棒を直に触り、被曝した新一の身体を治療する為に再びミギーの細胞の大部分を使った結果、ミギーとしての形を保つことが困難になった為に眠りにつかなければならなくなった、という経緯に変更されている。
田宮 良子（たみや りょうこ）
演 - 深津絵里
パラサイトネットワークに所属するパラサイト。寄生生物の中でもかなり高い知能を持つ個体であり、実験と称して生物学的には人間でしかない子供を妊娠し、自分たちの存在理由や、パラサイトの見地から人間と共存する方策についての思索を巡らせる。実写映画版では、もう一人の主人公としての役割が意識されている。原作同様、前編で教師として新一の学校に赴任してくるが、担当教科は化学という設定。実写映画版では「A」が新一とミギーに敗れ、新一の母親を殺害した後も学校に残り、「島田秀雄」が学校で殺傷事件を起こす場面まで教師を続けるなど、原作よりも長期間に渡って新一と関わる。実写映画版では田宮良子の宿主の母親（演：田島令子）と共に父親（演：須永慶）も登場し、共に殺害されるが、偽者であることを見破るのは原作同様に母親である。原作では学校を去った後に名前や容姿を変えるが、実写映画版では「田宮良子」を名乗り続けており、その為に原作で新一の自宅で「田村玲子」として里美と出会うシーンでは、里美には明確に「田宮良子」と認識されている。
実写映画版では、最期の展開がやや変更されている。警察や一般市民ら衆人環視の中で正体が露見するにもかかわらず、子供を高所から投げ落とそうとした倉森を殺害、直後に平間や辻ら警察官に銃で撃たれながらも子供を守り通し、最終的に原作同様新一に子供を託して死亡する。原作で新一の母親である「泉信子」の顔に擬態するシーンは削られているが、最期に「子供と一緒に二人だけで生きてみたかった」と述べるシーンや、完結編のラストで新一と里美が彼女の子供の様子を見に施設を訪れるシーンが追加されている。
役を演じた深津絵里は、パラサイトに寄生される以前の田宮良子には子供を産みたいという願望があったのではないかという独自の解釈をしており、それを監督の山崎が拾って設定として反映させたという。
村野 里美（むらの さとみ）
演 - 橋本愛
ヒロイン。実写映画版では新一の幼馴染で、美術部員という設定。また原作から時代背景の設定が変更されていることを反映し、映画制作当時におけるヒロイン像や女子高生像を意識した描写や演技がなされている。ただし物語を通して人間としての愛情や感情を持ち続ける登場人物という役割は実写映画版でも重視されており、新一を人間の側に引き戻すための役割を担う。原作漫画では連載の最終回まで新一が隠しているミギーの秘密を知らされずにいたが、実写映画版ではパラサイト「島田秀雄」に襲われて負傷した際、助けに来た新一がミギーと共に戦う姿を目撃している。完結編では、原作漫画における美津代の役回りも担い、新一の事情を知った上で「後藤」との戦いを見守る。原作同様、「後藤」との戦いを前にして新一と結ばれるが、この場面は物語のテーマに沿って生命感を出したいという監督の意向により、生々しいベッドシーンとして演出された。また、「後藤」との最後の戦いでミギーの存在を明確に認識しているためか、浦上にビルから突き落とされてミギーに助け出された場面では、新一の右手に対して感謝を述べるシーンが追加されている。
島田 秀雄（しまだ ひでお）
演 - 東出昌大
前編に登場。パラサイトネットワークに所属するパラサイト。「田宮良子」の紹介により、「A」と共に新一やミギーと引き合わされる。原作同様、高校生として新一の学校に転入するが、テレビアニメ版と同様に里美の同級生という設定に変更されている。実写映画版では常に不自然な笑顔を浮かべているという描写になっており、役を演じた俳優の東出昌大は、完結編に登場する三木とキャラクターが被ることを懸念したが、監督の山崎は、前編には他に表情のあるパラサイトが登場せず全体に波を付けるために必要であるという判断から、そのような演技を指示したという。本作に登場する寄生生物の中では、かなり生命力の高い個体である。
正体を見破られたことをきっかけに学校で虐殺事件を起こし、新一とミギーに倒されるという骨子は原作を踏襲するが、細部の展開は異なる。実写映画版では裕子によって戯れに髪の毛を抜かれたために正体を見破られ、その場にいた美術部員たちを皆殺しにしようとするものの、里美に薬品を投げつけられて錯乱し、「田宮良子」から投げつけられた火炎瓶や警官たちの銃撃を受け、最終的に弓状に変形したミギーと新一の連携による遠距離からの鉄パイプの射出により、心臓を破壊され、射殺される。原作では、新一とは直接戦うことはなく、新一らの脱出後に新一から一方的に攻撃を受けて倒されるが、実写映画版では新一が里美を助け出す際に交戦しており、一時は新一からミギーを切り落としている。また、原作では島田の死後にその遺体を解析されることによって人間とパラサイトを区別する方法が発見されるという経緯になっていたが、実写映画版ではそれ以前からインターネット上に流布する出所不明の噂として、髪の毛を抜いて区別する方法が広まっており、そのために正体を見破られるという経緯に変更されている。
倉森（くらもり）
演 - 大森南朋
完結編の登場人物だが、前編の終盤にも顔を見せる。実写映画版ではフリーライターという肩書きで、妻とは生き別れており、当初は「田宮良子」に恋愛感情を抱いているという設定に変更されている。物語の途中で娘（演 - 奥森皐月）をパラサイトネットワークに殺害され、命と引き替えに「田宮良子」に復讐するという役回りは原作を踏襲する。実写映画版では倉森を「ミギーと出会わなかった場合の、もう一人の泉新一」と解釈した演出がされており、両者の境遇の類似点を強調したり、原作と異なり倉森の最期に新一が居合わせるような展開に変更することで、両者を対比させる脚色がされている。
広川 剛志（ひろかわ たけし）
演 - 北村一輝
パラサイトに寄生されていない生身の人間でありながら、パラサイトネットワークに与する政治家。前編の結末で東福山市の市長に当選する。完結編において、最終的に人間側の特殊部隊による襲撃を受け、人間こそ地球環境を汚染する「寄生獣」だと批判しながら銃弾に倒れるという役回りはおおむね原作を踏襲する。
原作同様、彼が人間であることは死の場面まで伏せられているが、実写映画版ではパラサイトにしてはやや感情表現が上手に見えることが意図され、よく見れば人間的な行動を取っているが、広川が人間であることを知らない観客にも不自然に思われないような固さのある人物という匙加減の演技が模索された。完結編では広川らに対して批判的な体勢を見せた「田宮良子」に対して苛立ち、刺客として「草野」らを派遣するなど、原作とは異なる狭量な面も描かれている。劇中で広川が着ている背広は劇中での謎めいた立ち位置の政治家という人物像を再現するため、生地の選定や寸法の調整にも細部までこだわって仕立てられた。
泉 信子（いずみ のぶこ）
演 - 余貴美子
前編に登場。主人公の母親。実写映画版では夫（新一の父親）と死別しているという設定に変更されており、ドラッグストアの薬剤師として働いている。原作では旅行先で、新一とは面識のないパラサイトに襲われて殺害されるが、実写映画版では家の近所で倒れていた「A」を介抱しようとしたために襲われるという展開に変更されている。
原作から目立った変更が加えられている登場人物。幼少の頃の新一を庇って右腕に火傷を負ったというエピソードや、新一が火傷の痕を見て母親の胴体へのとどめを躊躇する展開は原作を踏襲するが、実写映画版ではその右腕が、新一を狙った「A」の攻撃を振り払うという展開が付け加えられている。また、原作では彼女の遺体は海に転落して消失するが、実写映画版ではパラサイト「A」が切り離された後の遺体は警察に発見され、回収されている。実写映画版で信子役を演じた俳優の余貴美子は、寄生されながらも主人公に対する母の愛情がどこかに残っているような演技を心がけたとしている。
三木（みき）
演 - ピエール瀧
完結編の登場人物。「後藤」の右腕を構成するパラサイトで、メインの司令塔として統率を行う「後藤」に代わって頭部となり、サブの司令塔として統率を行うことが出来る。そのため、「後藤」同様それぞれの寄生部位から複数の触手を同時展開する事が可能だが、「三木」自身の統率性能が低いため、両腕のみの展開に留まっている。原作とは異なり、「後藤」が身体の操縦訓練の為に行った暴力団事務所での虐殺を実写映画版では「三木」が行っている。常に不自然な笑みを浮かべており、好戦的な性格。「後藤」に認められたがっているが、前述の暴力団事務所での虐殺では刃物による攻撃を三回受ける等、統率性能および運動性の低さから「後藤」には軽んじられている。
原作同様、新一とミギーに戦いを挑み(この時、原作ではミギーは「三木」を身体に3匹のパラサイトが同居している個体と誤認しているが、本作では最初から頭部および四肢の計5体が同居している事を見抜かれている)、運動性の低さを突かれて首を胴体から切り離されて返り討ちにされ、敗北する。念のために新一は心臓を破壊してとどめを刺そうとしたが、通行人に見つかりそうになったため断念、生死を確認しないままその場を去ってしまったため、「後藤」に交代されてしまい、のちに新一とミギーは「後藤」と戦うこととなった。
浦上（うらがみ）
演 - 新井浩文
完結編の登場人物。パラサイトと人間を見分ける超能力を持った、人間の快楽殺人者。能力を山岸から評価され、減刑を条件に「移動式スキャナー」として東福山市役所での戦いに同行する。新一との対面がマジックミラーを通してのものであったため、新一は浦上の事をラストシーンまで認知しておらず、東福山市役所での戦いに参加しないなど、新一と浦上の関わりが大きく削られているが、物語における最後の敵として立ちはだかる役回りは原作と同様。実写映画版では広川の最期にも居合わせ、彼が人間であることを見抜きつつも見殺しにし、人間とパラサイトを見分けられない特殊部隊の隊員たちを嘲笑していた。
平間（ひらま）
演 - 國村隼
パラサイトたちが引き起こした事件を追う刑事。実写映画版では東福山警察署所属の警部補という設定で、関西訛りのある口調で話す。原作では物語中盤から登場する人物だが、実写映画版では前編の序盤から新一が関わった事件の数々に関わり、中華料理店の主人や「A」の遺体に残された共通の指紋から、新一の身辺に迫っていく。原作では東福山市役所での戦いを最後に登場しなくなり、その後の消息が描かれない登場人物だが、実写映画版ではこの際に「後藤」を銃撃するも防がれ、逆に撃ち返された弾丸を全身に浴びて死ぬという最期が描かれている。
後藤（ごとう）
演 - 浅野忠信
パラサイトネットワークに所属するパラサイト。広川のボディーガードで、頭部と四肢に合計5体が結合しており、それぞれの寄生部位から複数の触手を同時展開可能。それによる無数の攻撃・防御パターンを持つが、原作とは異なり胴体の硬質化が出来ずに、胴体にはダメージが普通に通るため、基本的に変形・硬質化させた腕で攻撃を防御している。原作のような「怒り」を発露することはなく、他のパラサイト同様常に無表情である。完結編のクライマックスにおいて、最大の敵として新一に立ちはだかる役回りは原作と同様。新一との最後の戦いの舞台は原作よりも壮大さを意図し、ごみ焼却施設の中の広大な焼却炉に変更されており、炎が燃えさかる煉獄や地獄をモチーフとする演出がされた。後藤に致命傷を負わせた産業廃棄物に付着していた毒物は、原作では有機塩素化合物（＝ダイオキシン類）、2014年のテレビアニメ版ではアクリル製品の燃焼で生じたシアン化水素（青酸）という設定だが、実写映画版では原作が描かれた当時の世相を映画公開時点での現代に反映させることを意図し、放射性物質であったという設定に変更されている。最終的に新一とミギーによって焼却炉に投げ込まれて死亡した。
草野（くさの）
演 - 岩井秀人
パラサイトネットワークに所属するパラサイトで、広川の側近として常に付き従っている。実写映画版では広川と対比させることを意図して、人間らしい表情を作ることが下手なパラサイトと設定されている。前編では「田宮良子」に対して批判的な態度で接する様子が描写されており、完結編では原作同様、男女2人のパラサイトと共に「田宮良子」の殺害を試み、返り討ちにされる。原作で「草野」が「田宮良子(田村玲子)」を襲ったのは、彼女の思想を危険視した彼自身の衝動によるものであったが、実写映画版では広川の命令を受けたことによるものに変更されているほか、原作のような「田宮良子」との攻防は描かれず、初手の不意打ちで「田宮良子」が分離させた寄生体によって3人同時に心臓を破壊されて倒される。
辻（つじ）
演 - 山中崇
実写映画版における平間の部下の刑事で、全編を通して常に平間と行動を共にする。
中華料理店の主人（ちゅうかりょうりてんのしゅじん）
演 - オクイシュージ
前編に登場。映画版において新一とミギーが初めて遭遇し、戦うことになるパラサイト。役名が示すように料理人の姿をしており、中華料理屋を住処にして、訪れた客を捕食している。原作第2話で新一とミギーが初めて遭遇した、犬に寄生したパラサイトと同様の経緯でミギーが接触を試み、原作第3話に登場した、人間に寄生したパラサイトと同様の役回りで、ミギーに取引を持ちかけようとして倒される。実写映画版では彼や彼が食べ散らかした遺体の立ち会い調査を平間と辻が担当しており、またその遺体の状況が「A」に新一とミギーに対する警戒心を抱かせる結果となる。
A（エー）
演 - 池内万作、余貴美子
前編に登場。パラサイトネットワークに所属するパラサイト。原作同様に「田宮良子」の紹介により、「島田秀雄」と共に新一やミギーと引き合わされる。実写映画版では警察官として人間社会に溶け込んでいるという設定に変更されており、その情報網から、中華料理屋の主人であったパラサイトを殺害したのが新一とミギーであることを確信して警戒心を抱く。原作ではミギーと「A」の戦闘能力はほぼ互角とされていたが、本作においてはミギーは「A」を自分よりも戦闘能力が高い個体であると分析している。日没後に新一の家の近くで闇討ちを試みるが、原作同様に新一とミギーの連携によって敗れる。原作ではその直後に「田宮良子」によって殺害されるが、実写映画版ではその後も生存し、原作における新一の母親を乗っ取ったパラサイトの役回りを引き継いで新一へのリベンジを成し遂げる。前編の結末では「田宮良子」から隠れ家を暴露され、復讐のために現れた新一と交戦、身体能力が向上した新一に終始圧倒される。母親にとどめを刺すことを躊躇した新一に攻撃を放つも、無意識に動いた自分の右手によって攻撃を外し、その隙を突かれて新一に首を胴体から切り離されて死亡した。
「田宮良子」が実験と称して為した子の父親となるのは原作と同様。
山岸（やまぎし）
演 - 豊原功補
完結編の登場人物だが、前編の終盤にも顔を見せる。実写映画版ではSAT（警察の特殊急襲部隊）の中隊長という設定。東福山市役所の殲滅作戦を指揮して戦い、最期には「後藤」に敗れて首を切断されるという役回りは原作と同様だが、実写映画版では浦上と共に広川が射殺される現場にも居合わせ、広川の正体が人間であることを知っても動揺しない一面を見せる。原作と異なり、「後藤」との戦いの詳細は描かれない。
裕子（ゆうこ）
演 - 山谷花純
前編に登場。「島田秀雄」の髪の毛を引き抜いて正体を露見させてしまう美術部員の女子生徒は、原作でその正体を見破る登場人物と同じく「裕子」という名前が設定されている。原作の裕子のように「島田秀雄」の正体に迫っていく描写はなく、端役としての登場となっているが、実写映画版ではテレビアニメ版の立川裕子と同様、新一や里美の友人という設定に変更され、幾度か里美と会話を交わす様子が描写されている。なお実写映画版の裕子は原作と異なり生存せず、里美の目の前で「島田秀雄」によって半身を寸断されて惨殺される。
他
飯田基祐、関めぐみ、佐伯新、春木みさよ、奥野瑛太、桜井ユキ、一ノ瀬ワタル

## 製作

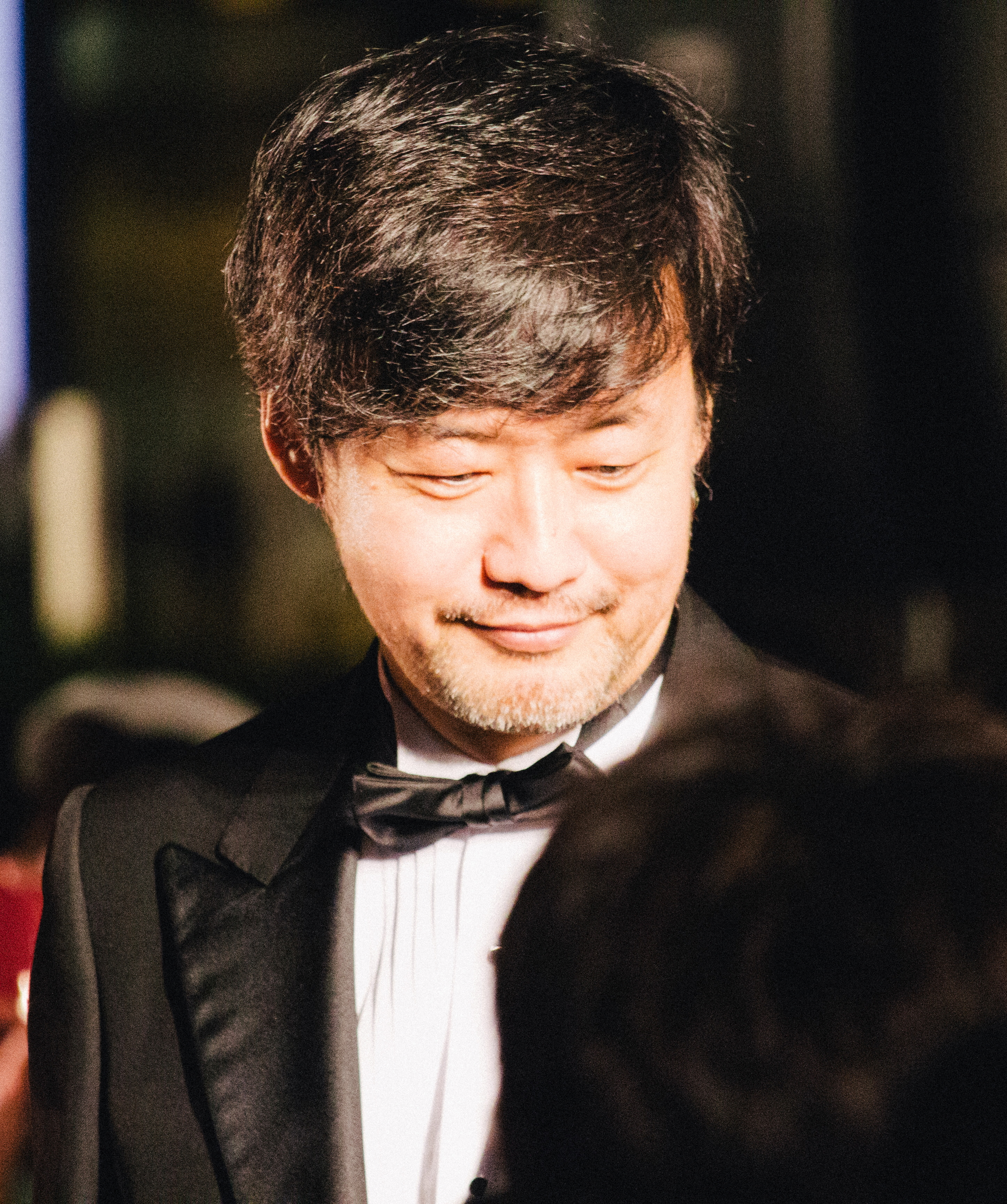
第27回東京国際映画祭に出席する監督の山崎貴

この日本映画版から遡ること約10年前の2005年にはアメリカの配給会社であるニュー・ライン・シネマが原作の排他的な映像化権を獲得し、ハリウッド映画化が発表されていたものの、結局この時はその後の続報がないまま 企画が休止となり、そのまま2013年に入って映画化権の契約期間が終了している。
しかし、原作漫画の人気は根強く、以前から映像化の機会をうかがっていた日本国内の数十社によって争奪戦が繰り広げられ、最終的に東宝が映画化権を取得した。2013年11月20日には日本での実写映画化およびテレビアニメ化が同時に正式発表され、実写映画版のスタッフ・主要キャストが公開された。
監督の山崎は、本作の原作漫画を『月刊アフタヌーン』で連載を開始した当時から読んでおり、ハリウッドに渡っていた映像化権が日本に戻ってくる前から、企画に加わりたいという意向をアピールしていたという。脚本は、山崎が初期稿を書き、古沢がそれとは大きく内容や構成が異なったものを書き、多くの部分は古沢の脚本に準拠しつつ双方の内容を取捨選択して取り込む形で決定された。実写映画版では設定やストーリーの変更も行われているが、もともと原作にあったモチーフを強調する形での変更となっている。原作にあったエピソードは踏襲しつつも、順序は変更されており、一部の主要登場人物は原作における複数の登場人物の役割を担っている。
物語の時代設定は原作から変更されており、同年のテレビアニメ版と同様、主要登場人物たちがインターネットや携帯電話を利用する描写がされている。ただし監督の山崎は、原作の内容は映画の制作時点から見ても古びておらず、携帯電話が繋がらなかったり着信側が電話を取らなかったりする状況を描けば映画公開当時の時代の話としても違和感がないので、そのことで苦労したことはなかったとしている。
劇中に登場する寄生生物・パラサイトのVFXは、CGや模型を組み合わせて撮影された。俳優の顔が異形の姿に変形する場面のVFXにはコナミデジタルエンタテインメントの技術が、また主人公の右腕に寄生するパラサイト・ミギーの動きをモーションキャプチャーで取り込む際にはスクウェア・エニックスの技術が用いられるなど、日本のゲームメーカーの先端技術が特別な許可を得て借用された。
原作にあった人間がパラサイトに捕食される場面などの残虐表現は、レイティングがPG12に抑まる範囲の限界を模索する形で再現され、一見するとPG12指定の作品とは思えないような表現がなされたが、本作の観客が求めているものは決して気持ちの悪い流血表現ではないだろうという点も考慮された。人体が損壊する瞬間ははっきり見せないといった自主規制には従いつつ、人体の切断面はグロテスクにせず臓器と骨の層構造を美しく見せるという方針が取られ、パラサイトが人間を捕食する場面も自然ドキュメンタリー番組のような映像を意識し、野生動物の狩りのように演出することが意識された。

### 設定
舞台設定
物語の舞台となるのは架空の都市で、全国各地にある複数のロケ地を繋ぎ合わせて描かれている。またパラサイトたちが住む地域には、原作と同じく「東福山市」という架空の地名が設定されている。この架空の都市は、設定上では高台にはパラサイトたちの住居が、坂の下には人間たちの住居があり、主人公たちの住居はその中間である坂の途中というイメージで描かれている。
パラサイトが住む世界と人間が住む世界を視覚的に区別したいという意図から、人間たちの居住空間は雑然としたものとして描き、パラサイトたちの居住空間はセンスが良く無駄を廃した空間として描くというコンセプトが掲げられた。
主人公たちが通う高校は、原作では単に「西校」と呼ばれていたが、実写映画版では「西稜館高等学校」という架空の学校名が設定されている。
パラサイト
実写映画版では、パラサイトたちは地球上で誕生したものであり異星人ではないという設定を強調する意図から、パラサイトのディテールや人間を捕食する際の動きには深海生物のモチーフが取り入れており、映画の冒頭でもそのことを踏まえた変更がなされている。
原作では、パラサイトたちは自分たちのことをパラサイトと名乗ることはなく、自分たちを「仲間」「我々」と称していたが、実写映画版において広川剛志や「田宮良子」が所属する集団は、自らの組織を「パラサイトネットワーク」と名乗っている。
実写映画版では、パラサイトに脳を乗っ取られた人間にも脊髄などに宿主の人間性が残っており、そのことがパラサイトにも影響を与え、寄生部分と人間部分が混じり合うことで個性が生まれるという解釈がなされている。また原作におけるパラサイトは、地球の意思が彼らを送り込んだというガイア理論的な解釈ができる描かれ方をしていたのに対し、実写映画版では人間自身がパラサイトを呼び寄せ、人間がパラサイトの本能に対して人間を食い殺すよう囁いているという解釈が用意され、完結編の終盤で「後藤」による主張という形で示される。

### 主な撮影地
- 茨城県小美玉市（旧小川高校校舎[15]）
- 東京都大田区[15]、
- 東京都府中市[48]
- 神奈川県横浜市金沢区（横浜・八景島シーパラダイス[22]）
- 神奈川県鎌倉市（一般住宅 - 泉宅外観[15][44]）
- 静岡県駿東郡長泉町（旧長泉高校校舎[15]）
- 愛知県名古屋市西区（円頓寺商店街）
- 三重県四日市市（海星高校[49][15]・スーパーマーケット[49][50]・港湾施設[49]）
- 京都府綾部市（交流プラザ[44]）
- 大阪府大阪市淀川区（阪急淀川橋梁 - 新一と寄生された母とのバトル現場[50]）
- 大阪府堺市堺区（堺魚市場）
- 兵庫県神戸市東灘区（アイランドセンター駅 - 広川剛志演説会場[50]）

ロケ地は西日本を中心に全国15府県から選ばれ、前編と完結編の撮影は同時期に行われた。原作が「命」を重要なテーマとして扱っていることから、そうした要素を感じ取れる場所として水族館、動物園、魚市場などがロケ地として選ばれた。撮影は5か月に及んだ。
クランクイン初日は、主人公とヒロインが下校する場面から撮影が開始され、東京都府中市が最初のロケ地となった。劇中で主人公らが初めて他のパラサイトと遭遇することになる中華料理店は、外観を東京都大田区で、内部を撮影スタジオ内に作られたセットで撮影された。主人公の自宅は、外観を神奈川県鎌倉市にあるカフェを兼ねた昭和モダン風の住宅で、内部を複数のスタジオ内のセットで撮影されており、主人公の家族がそれまでどのように住んでいたのかという裏設定を用意した上で間取りや家具の配置が決められた。
主要登場人物が通う西高こと「西稜館高等学校」は、茨城県立小川高等学校（閉校）、静岡県立長泉高等学校（閉校）、三重県の海星高等学校の3つの学校で撮影され、劇中において1つの学校のように見えるよう編集された。このうち海星高校のみ撮影時点で存続している学校であり、エキストラには生徒も参加したが、このような廃校となっていない学校で映画の撮影が行われるのは珍しいという。海星高校の所在する四日市市では他にも、映画の冒頭で寄生前のパラサイトたちが海から港へと上陸し、トレーラーなどに侵入して各地へと散っていく場面や、物語中盤で主人公とヒロインがスーパーマーケットで夕食の買い物をする場面が撮影された。
パラサイトが捕食した人間を貪り食う「食堂」となる建物内部や、「田宮良子」が両親を殺害する場となる自宅の撮影は、なかなか撮影許可が下りなかったものの、最終的には建築家の安藤忠雄が手掛けた建築物群を中心に、複数の場所で撮影がなされた。実写映画版においてパラサイト「田宮良子」が主人公を「A」や「島田秀雄」と引き合わせる場となる水族館のロケ地は神奈川県の横浜・八景島シーパラダイスであり、来園者がいない夜間の閉園時間中に慌ただしく撮影された。パラサイトに与する政治家・広川が選挙演説を行う場面は、兵庫県神戸市に所在するアイランドセンター駅にて撮影され、このために約300人のエキストラが集められた。主人公が、母親を乗っ取ったパラサイト「A」との最後の戦いを繰り広げる場面は、大阪府の淀川にかかる阪急電鉄の橋梁下の河川敷であり、頻繁に頭上を電車が行き交う場所で撮影された。
倉森と「田宮良子」の最期の舞台となる動物園は、福岡県北九州市にある到津の森公園で撮影された。動物園での撮影は閑静な裏門近くで行われたため、動物園らしい賑やかさを出すためのセットが飾り付けられたが、そのうち橋の上に描かれた動物の足跡は動物園の要望によってそのまま残された。
広川率いるパラサイトネットワークの本拠地となり、SATとの銃撃戦の舞台となる東福山市役所は、外観を大阪府堺市の堺市役所、会議室を滋賀県彦根市の夏川記念会館で撮影された。いずれも看板や案内板を劇中の地名に書き換えたり、無機質感を意図して内装を模様替えしたりといった手が加えられている。
最大の敵となる「後藤」との決戦の舞台となるごみ焼却施設は、外観を三重県鈴鹿市の鈴鹿市清掃センター、内部をCGで描くことを前提に、グリーンバックのセットで撮影された。劇中では釣り下げられた大型の移動クレーンに飛び乗って戦う描写となっているが、このクレーンは愛知県名古屋市の処理場に所在するクレーンをモデルに、スタッフが鉄やベニヤ板で制作した実物大のセットとなっている。新一役と「後藤」役を演じる役者は転落防止のワイヤーで吊るされ、それぞれ右手を後ろ手に固定して片腕の状態を再現したり、モーションキャプチャー用のスーツや鍵爪状のブーツを着込んだりした状態で、狭い足場で落ちそうになりながらの死闘を演じた。クレーンに挟まっているごみは、古着、肥料、オガクズ、とろろ昆布を混ぜたもので、撮影現場は昆布臭かったという。CGで描かれた背景は「とびきり格好良いごみ処理場」という要望が監督から出されており、煉獄をモチーフに、焼却中のごみが燃えさかる広大な施設として描かれている。
映画の最後で里美を人質に取った浦上と新一が対決する場面は、神奈川県横浜市のマンションの屋上で撮影された。この場面は登場人物が屋上から転落する場面などの一部の例外を除き、敢えてグリーンバックのセットを使わず、役者が命綱をつけながら実際の屋上の縁で撮影するという方針が取られた。登場人物が転落する場面は、スタジオ内の25メートルの高さのクレーンから役者がグリーンバックの背景を背にしてバンジージャンプする要領で撮影された。

## スタッフ
- 原作 - 岩明均
- 監督・VFX - 山崎貴
- 脚本 - 古沢良太、山崎貴
- 音楽 - 佐藤直紀
- 主題歌 - BUMP OF CHICKEN「パレード」（前編）「コロニー」（完結編）（TOY'S FACTORY）
- 製作 - 市川南、中山良夫
- 共同製作 - 古川公平、中村理一郎、藪下維也、柏木登、加太孝明、島村達雄、阿部秀司、吉川英作、髙橋誠、宮本直人
- エグゼクティブプロデューサー - 奥田誠治、阿部秀司、山内章弘
- プロデューサー - 川村元気(東宝)、佐藤貴博(日テレ)、守屋圭一郎(ROBOT)
- プロダクション統括 - 佐藤毅
- 撮影 - 阿藤正一
- 美術 - 林田裕至
- 録音 - 白取貢
- キャラクタービジュアルディレクター - 柘植伊佐夫
- 特殊メイクデザイン・特殊造形統括 /キャラクター立体デザイン - 藤原カクセイ
- D・Iプロデューサー/カラーグレーダー - 齋藤精二(ピクチャーエレメント)
- ドルビーデジタル・コンサルタント - 河東努、森幹生(コンチネンタルファーイースト株式会社)
- 撮影機材協力 - RED DIGITAL CINEMA SHOT ON RED(RED EPIC)
- 企画・製作幹事 - 日本テレビ放送網
- VFXプロダクション - 白組
- 制作プロダクション - ROBOT
- 制作協力 - 東宝映画、阿部秀司事務所
- 配給 - 東宝
- 製作 - 映画「寄生獣」製作委員会（東宝、日本テレビ放送網、講談社、電通、讀賣テレビ放送、バップ、ROBOT、白組、阿部秀司事務所、日本出版販売、KDDI、GYAO、札幌テレビ放送、宮城テレビ放送、静岡第一テレビ、中京テレビ放送、広島テレビ放送、福岡放送）

## 封切り・プロモーション
前篇『寄生獣』は2014年10月30日、第27回東京国際映画祭にてクロージング作品としてワールドプレミア上映された。前編の公開直前には深夜帯で4夜連続の特番が組まれ、特番の最終日には映画本編の冒頭10分が公開に先駆けて放送された。
同年11月29日の日本公開では全国418スクリーンでの公開となり、初週の土日2日間の全国映画動員ランキング（興行通信社調べ）では初登場1位、動員25万6,161人、興行収入3億4,033万7,300円を記録した。来客の半数以上は原作漫画ファンであり、年齢層は20代、30代、また63対37の割合で男性が多く訪れた。
人気漫画の実写映画化作品には観客を落胆させる出来のものも多いことから、公開前には原作ファンからの不安も寄せられた。映画の試写会や一般公開が始まると、一部の原作読者からは思い描いていた人物像との落差や、頭部をパラサイトに乗っ取られた人間にも宿主の人間性が残っているとする映画版独自の設定に難色を示す意見も寄せられた。その一方でTwitter上では、公開前の不安を払拭する内容であったという好意的な意見も数多く寄せられた。

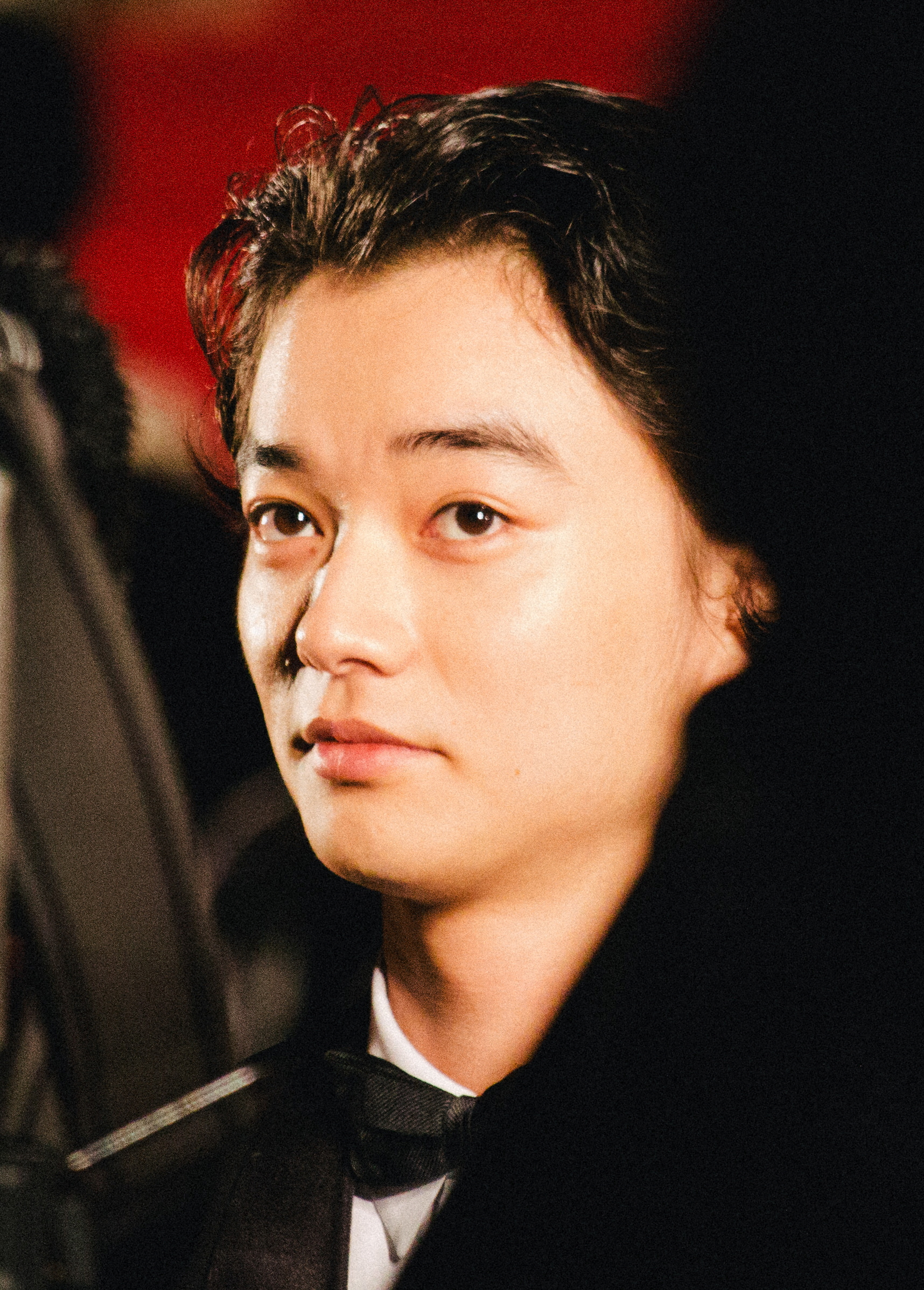
第27回東京国際映画祭に出席する主演の染谷将太
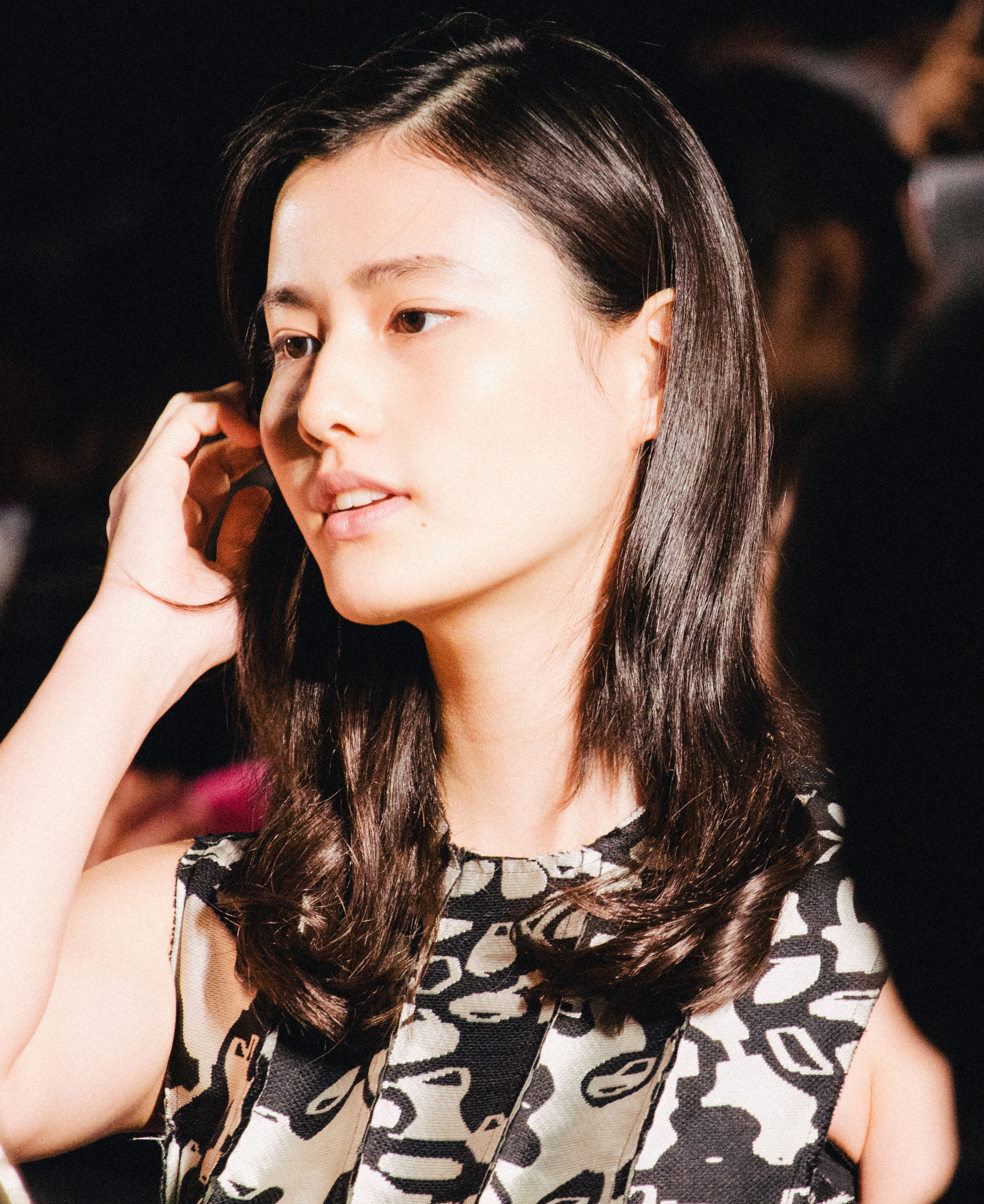
同・橋本愛
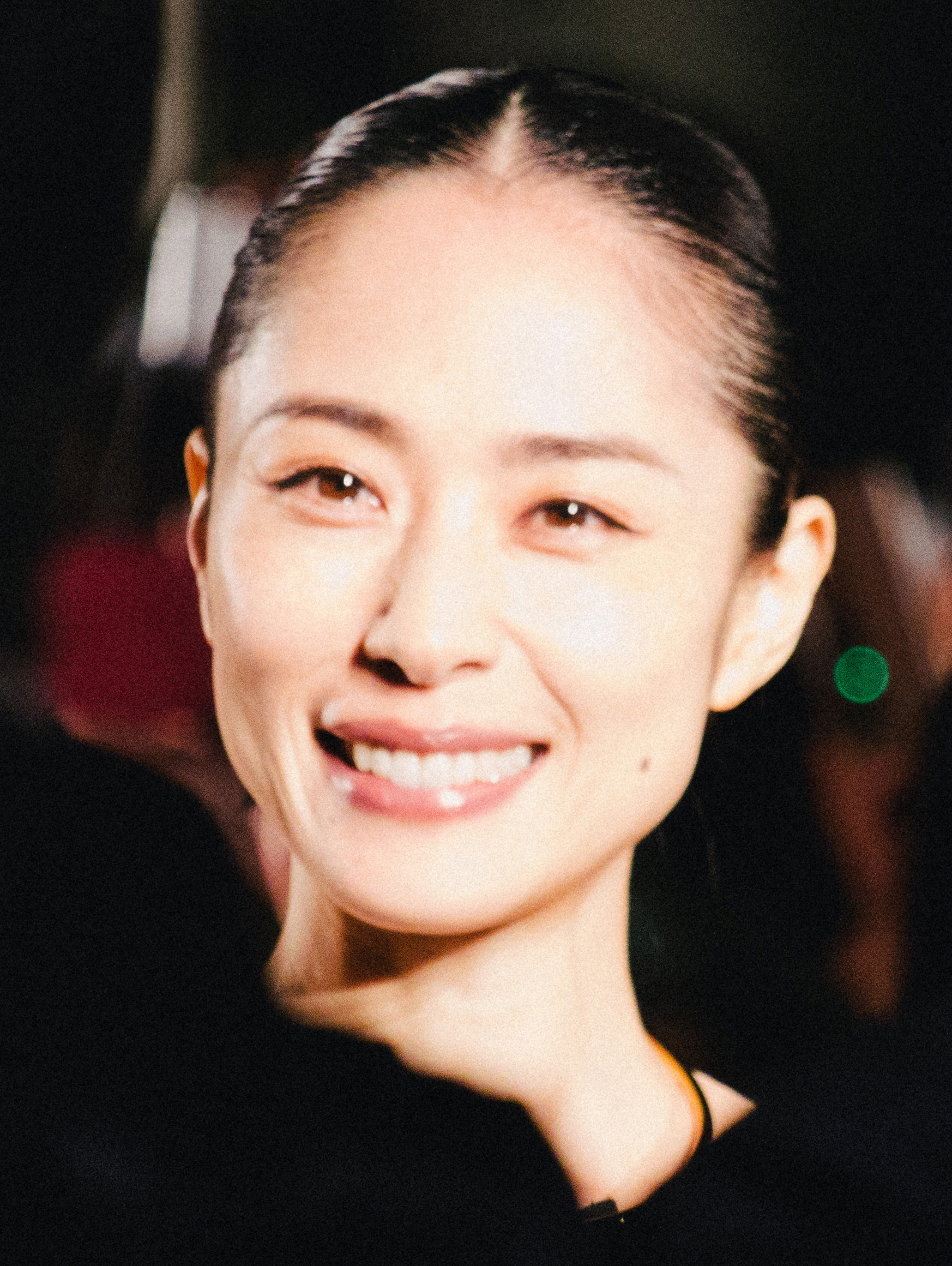
同・深津絵里

2015年4月、第17回ウディネ・ファーイースト映画祭でヨーロッパ初上映。
2016年9月2日、前編・後編を1本に編集したバージョンを中国の約7000スクリーンで公開予定。

## 受賞
寄生獣
- 第27回日刊スポーツ映画大賞・石原裕次郎賞
  - 石原裕次郎新人賞 - 東出昌大（『クローズEXPLODE』と合わせて受賞[66]）
- 第88回キネマ旬報ベスト・テン新人男優賞（東出昌大、『アオハライド』『クローズEXPLODE』、『0.5ミリ』と合わせての受賞）[67]

寄生獣 完結編
- 第89回キネマ旬報ベスト・テン 主演女優賞（深津絵里、『岸辺の旅』と合わせて受賞）[68][69]
- VFX-JAPANアワード 2016・劇場公開実写映画部門 優秀賞 [70]

## テレビ放映
| 回数 | テレビ局   | 番組名（放送枠名） | 放送日        | 放送時間      | 放送分数 | 放送作品     | 視聴率 | 備考        |
| ---- | ---------- | ------------------ | ------------- | ------------- | -------- | ------------ | ------ | ----------- |
| 1    | 日本テレビ | 金曜ロードSHOW!    | 2015年4月24日 | 21:00 - 22:54 | 114分    | 前編(特別編) | 10.3%  | [ 注釈 24 ] |

- 視聴率はビデオリサーチ調べ、関東地区・世帯・リアルタイム。